# جي. إسحاق فريدمان
جي. إسحاق فريدمان هو سياسي أمريكي، ولد في أكتوبر 1871، وتوفي في 11 ديسمبر 1949 في نيو أورلينز في الولايات المتحدة. نشط حزبياً في الحزب الديمقراطي. وقد انتخب عضو مجلس نواب لويزيانا ‏.